# Сінтоку

43°4′47″ пн. ш. 142°50′20″ сх. д. / 43.07972° пн. ш. 142.83889° сх. д.
Сінто́ку (яп. 新得町, しんとくちょう, МФА: [ɕintoku̥ t͡ɕoː]) — містечко в Японії, в повіті Камікава округу Токаті префектури Хоккайдо. Станом на 1 жовтня 2008 року площа містечка становила 1063,79 км². Станом на 31 березня 2017 населення містечка становило 6256 осіб.